# Rejsekammeraten (Der var engang...)
Rejsekammeraten er en tegnefilm i serien Der var engang... (eng. titel The Fairytaler), der blev udsendt i forbindelse med H.C. Andersens 200 års fødselsdag i 2005
Stemmer:
- H.C. Andersen	 Henrik Koefoed
- Johannes	 Christian Damsgaard
- Rejsekammerat	 Jesper Lohmann
- Konge		 Lars Knutzon
- Prinsesse	 Line Kruse
- Krovært		Søren Sætter-Lassen
- Gammel kone	 Malene Schwartz
- Dukkefører	 Lasse Lunderskov
- Trold		 Flemming Quist Møller

Øvrige stemmer:
- Silas Addington
- Joachim Helvang
- Andreas Jessen
- Signe Lerche
- Kurt Ravn
- John Hahn-Petersen
- Laus Høybye
- Dick Kaysø
- Thomas Mørk

Bagom:
- Instruktør: Jørgen Lerdam
- Original musik af: Gregory Magee
- Hovedforfatter: Gareth Williams
- Manuskriptredaktører: Linda O' Sullivan, Cecilie Olrik
- Oversættelse: Jakob Eriksen
- Lydstudie: Nordisk Film Audio
- Stemmeinstruktør: Steffen Addington
- Animation produceret af: A. Film A/S
- Animationsstudie: Wang Film Production

En co-produktion mellem
Egmont Imagination, A. Film & Magma Film
I samarbejde med:
Super RTL & DR TV